# Reflexie translată

Acțiunea unei reflexii translate este o compunere a unei reflexii și a unei translații paralele cu dreapta de reflexie

Deoarece aceste urme de pași au simetrie de reflexie translată, operațiile de reflexie și translație vor aplica fiecare urmă din stânga pe o urmă din dreapta și fiecare urmă din dreapta pe una din stânga, ducând la o configurație finală care nu poate fi deosebită de original

În geometria bidimensională, o reflexie translată este o operație de simetrie care constă dintr-o reflexie față de o dreaptă și o translație de-a lungul acelei drepte, combinate într-o singură operație. Pasul intermediar dintre reflecție și translație poate arăta diferit de configurația de pornire, astfel încât obiectele cu simetrie translată nu sunt în general simetrice față de reflexie. În teoria grupurilor, planul de alunecare este clasificat ca un tip de izometrie opusă a planului euclidian.
O translație este reprezentată de grupul frizei p11g. O reflexie translată poate fi văzută ca o rotație improprie limitată, unde rotația devine o translație. Poate fi notată în notația Schoenflies⁠(d) cu S2∞, în Notația Coxeter cu [∞+,2+] și în Notația orbifold cu ∞×.

## Descriere
Combinația dintre o reflexie față de o dreaptă și o translație într-o direcție perpendiculară pe acea dreaptă este o reflexie pe o dreaptă paralelă cu prima. Însă o reflexie translată nu poate fi redusă astfel. Efectul unei reflexii combinate cu o translație oarecare este o reflexie translată, care are drept caz particular doar reflexia. Acestea sunt cele două tipuri indirecte de izometrii în spațiul bidimensional.
De exemplu, există o izometrie constând din reflexia pe axa x, urmată de translația cu o unitate în paralele cu aceasta. În coordonate, ar fi
(x, y) → (x + 1, −y).
Această izometrie mapează axa x pe sine însăși; orice altă dreaptă care este paralelă cu axa x se reflectă în axa x, astfel încât acest sistem de drepte paralele rămâne invariant.
Grupul de izometrie generat doar de o reflexie translată este un grup ciclic⁠(d) infinit.
Compunerea a două reflexii translate egale oferă o translație pură cu un vector de translație care este de două ori mai mare decât reflexia translată, astfel încât puterile pare ale reflexiei translate formează un grup de translații.
În cazul simetriei de reflexie translată, grupul de simetrie al unui obiect conține o reflexie translată, prin urmare și grupul generat de acesta. Dacă asta este tot ce conține, acest tip este grupul frizei p11g.
Exemplu de model cu acest grup de simetrie:
Grupul frizei nr. 6 (reflexii translate, translații și rotații) este generat de o reflexie translată și o rotație în jurul unui punct de pe dreapta de reflexie. Este izomorf cu un produs semidirect⁠(d) al lui Z și C2.
Exemplu de model cu acest grup de simetrie:
Un exemplu tipic de reflexie translată în viața de toate zilele ar fi urmelor lăsate pe nisip de o persoană care se plimbă pe o plajă.
Pentru orice grup de simetrie care conține o anumită simetrie de reflexie translată, vectorul de translație al oricărei reflexii translate este jumătate dintr-un element al grupului de translație. Dacă vectorul de translație al unei reflexii translate este el însuși un element al grupului de translație, atunci simetria de reflexie translată corespunzătoare se reduce la o compunere de simetrie de reflexie și simetrie de translație.
Simetria reflexiei translate față de două drepte paralele cu aceeași translație implică și că există și simetrie de translație în direcția perpendiculară pe aceste linii, cu o distanță de translație care este de două ori distanța dintre liniile de reflexie translată. Aceasta corespunde grupului de tapet⁠(d) pg; cu simetrie suplimentară apare și în pmg, pgg și p4g.
Dacă există și drepte de reflexie adevărate în aceeași direcție, atunci acestea sunt distanțate uniform între dreptele de reflexie translată. O dreptă de reflexie translată paralelă cu o dreaptă de reflexie adevărată implică deja această situație. Aceasta corespunde grupului de tapet cm. Simetria de translație este dată de vectori de translație oblici de la un punct pe o dreaptă de reflexie adevărată la două puncte pe următoarea, apărând un romb cu dreapta de reflexie adevărată ca fiind una dintre diagonale. Cu simetrie suplimentară apare și în cmm, p3m1, p31m, p4m și p6m.
În spațiul tridimensional reflexia translată este numită plan de alunecare. Este o reflexie față de un plan, compusă cu o translație paralelă cu planul.

## Grupul de tapet
În planul euclidian, 3 din 17 grupuri de tapet necesită generatoare de reflexie translată. p2gg are reflexii translate ortogonale și rotații de două ori. cm are reflexii și translații paralele, iar pg are translații paralele. (Reflexiile translate sunt afișate mai jos sub formă de linii întrerupte)
| Nume cristalografic | pgg | cm | pg |
| Nume Conway         | 22× | *× | ×× |
| Schemă              |     |    |    |
| Exemplu             |     |    |    |